# Carlos José Gutiérrez Gutiérrez
Carlos José Gutiérrez (Managua, Nicaragua, 26 de febrero de 1927 - Miami, Estados Unidos, 11 de abril de 1999) fue un abogado costarricense, Ministro de Relaciones Exteriores y Culto de la Administración del Presidente de Costa Rica Luis Alberto Monge (1982-1986).

## Biografía
Prominente jurista autor de El funcionamiento del Sistema Jurídico Participó activamente en la lucha por la paz centroamericana durante los convulsos años de la contrarrevolución en Nicaragua, siendo activo promotor de la Proclama por la Neutralidad Activa, Perpetua y No Armada emitida por la Administración Monge para apaciguar el conflicto centroamericano.

## Obras
- Lecciones de Filosofía del Derecho. Madrid, España: Editorial Tridente, 1963